# Fatiha Berber
 (août 2018).
Pour les articles homonymes, voir Berber.
Fatiha Berber (en arabe : فتيحة بربار), de son vrai nom Fatiha Belal (en arabe : فتيحة بلال), née le 11 février 1945 à la Casbah d'Alger en Algérie et morte le 16 janvier 2015 à Noisy-le-Sec, est une actrice algérienne de théâtre, cinéma et télévision.

## Biographie
Fatiha Berber commence sa carrière artistique très jeune avec le chant et la danse. Fascinée par les spectacles de  Mahieddine Bachtarzi  qu’elle suivait souvent avec ses parents, ce qui l’amena sur le chemin du conservatoire d’Alger vers la fin des années 1950. En 1959, elle a débuté dans l’orchestre de  Meriem Fekkaï  avant de rejoindre, quelques mois plus tard, le conservatoire d’Alger dans la section Art dramatique.
A l’indépendance Fatiha Berber renoue avec l’art et jouera dans les Femmes savantes, du réalisateur Mustapha Gribi, en 1959, une adaptation de l’œuvre de Molière. On la verra ensuite dans "Ah Ya Hassen" et "Les Concierges" de Rouiched ainsi que "Diwan El Garagouz" (Les Chiens) de Abderrahmane Kaki. Fatiha Berber a aussi interprété de nombreux rôles principaux dans, entre autres, "Fait Divers" et "Hassen Taxi", ainsi que dans plusieurs téléfilms et feuilletons dont "El-Bedra" (La Graine) et "El-La’Ib" (Le Joueur).  Fatiha Berber fut aussi présidente de l’association des Amis de Rouiched,.

## Décès
Actrice emblématique du cinéma algérien, Fatiha Berber s’est éteinte à Paris à la suite d'un arrêt cardiaque le vendredi 16 janvier 2015, à l’âge de 69 ans, elle est inhumée au cimetière de Ben Chaoua à  Alger ,.

## Filmographie
- 1992 : Démon au Féminin
- 1994 : Le démon au féminin
- 1995 : Raï
- 1997 : 100% Arabica
- 1998 : Aid el-Kebir
- 1999 : Prima del tramonto
- 2000 : Le Harem de Madame Osmane de Nadir Moknèche
- 2005-2006 : El Badra (série télévisée) : Malika
- 2009 : El-kilada / le médaillon de Baya El Hachemi[5]

## Théâtre
- Les Femmes savantes, réalisé par Mustapha Gribi
- Ah Ya Hassen, réalisé par Rouiched
- Les Concierges, réalisé par Rouiched
- Les Chiens, réalisé par Abderrahmane Kaki
- Diwan el Garagouz, réalisé par Abderrahmane Kaki